# Christian Springer (Fußballspieler)
Christian Springer (* 15. Juli 1971 in Forchheim) ist ein ehemaliger deutscher Fußballspieler und heutiger Trainer.

## Sportliche Laufbahn
Der linke, zumeist defensive, Mittelfeldspieler erlernte seine Fähigkeiten bei seinen Jugendvereinen Baiersdorfer SV und SpVgg Jahn Forchheim. Anschließend spielte er mit SpVgg Jahn Forchheim in der Landesliga. Dann wechselte er in die Bayernliga zu TSV Vestenbergsgreuth und SC 08 Bamberg, bevor er nach Forchheim zurückkehrte. Dort schaffte er den Aufstieg in die Bayernliga, wo er noch in der Vorrunde der Saison 1994/95 im Einsatz war.
Während der Saison 1994/95 wechselte er zum FC St. Pauli, für den er in seiner ersten Saison in der 2. Bundesliga vier Spiele absolvierte. In den darauf folgenden zwei Spielzeiten setzte er sich in der Bundesligamannschaft weiter als Stammspieler durch. Im Anschluss an eine weitere Saison in der 2. Bundesliga mit einem knapp verpassten Wiederaufstieg wechselte er zu Beginn der Saison 1998/99 zum Bundesliga-Absteiger 1. FC Köln. Nach einer enttäuschenden ersten Saison entwickelte er sich in der darauffolgenden Spielzeit 1999/2000 zu einem wichtigen Hauptbestandteil der Aufstiegsmannschaft. Nach erneut zwei Spielzeiten in der Bundesliga, in denen er sich weiterhin als feste Größe in der Mannschaft etablierte, musste er jedoch wieder seinen Verein in die 2. Bundesliga begleiten.
Es folgten drei weitere Spielzeiten, in denen er nach dem Wiederaufstieg und anschließendem Abstieg seinen persönlich vierten Aufstieg in die Bundesliga feiern konnte. Im Gegensatz zur ersten Kölner Aufstiegssaison hatte Springer jedoch den Status des festen Stammspielers an jeweils wechselnde Konkurrenz im Mittelfeld verloren. Dennoch wurde er wegen seiner flexiblen Einsatzfähigkeit im Mittelfeld und Kopfballstärke nach Standardsituationen stets geschätzt.
Sein Vertrag beim 1. FC Köln lief bis zum Abschluss der Saison 2005/06. Der Vertrag wurde nicht verlängert, der 1. FC Köln verabschiedete ihn bereits beim letzten Heimspiel dieser Saison. Springer beendete seine fußballerische Karriere. Den Gedanken einer weiteren Beschäftigung in anderer Funktion im Verein hat Springer vorerst von sich aus verworfen und sich für die freie Wirtschaft entschieden. Ab August 2006 arbeitete Springer als Manager Staff Sports und ist heute im Papierhandel tätig. Zu den Kölnern hält er als Bestandteil der Traditionself des Effzeh weiterhin Kontakt.

## Trainerlaufbahn
Seine ersten Sporen im Trainergeschäft verdiente sich als Christian Springer als Assistenztrainer von Janos Radoki bei der U19 der SpVgg Greuther Fürth. Im Februar 2017 übernahm der Coach die erste Mannschaft seines Heimatvereins SpVgg Jahn Forchheim in der Bayernliga, nachdem der Einstieg dort ursprünglich erst für den Saisonbeginn 2017/18 vorgesehen war. Nach sechs Jahren mit der Mannschaft trat er Anfang 2023 von seinem Amt zurück.